# WikiTrust
WikiTrust est une des extensions (logiciel Multiplate-forme) de MediaWiki en cours de développement, qui permettrait d'associer à des textes un indice de réputation de son auteur (sur le plan de la qualité de contenu). 
Le projet a été annoncé le 19 janvier 2008,. Pour utiliser WikiTrust, vous devez installer un module complémentaire sur Firefox et visiter ensuite l'un des sites de Wikipedia en anglais, français, allemand ou polonais.
Le projet semble à l'abandon depuis 2014.

## Partenariat
C'est un projet développé en collaboration avec un laboratoire de l'Université de Californie (Santa Cruz), en réponse à un appel à projet sponsorisé quality initiative Wikimedia Foundation 

## Principe
Quand le système sera installé sur un site MediaWiki, par exemple le projet d'encyclopédie libre Wikipédia, certaines entrées seront teintées d'une couleur (orange plus ou moins vif par exemple) pour alerter les lecteurs sur le fait que l'information n'a pas fait l'objet d'une vérification permettant d'assurer sa fiabilité ou crédibilité. Le système encouragera ainsi les lecteurs à vérifier la compétence des auteurs et la qualité de ses sources, voire à chercher eux-mêmes à valider ou invalider le contenu en ligne .
Le code couleur sera basé sur un algorithme permettant une mise à jour automatique, et tenant compte de la réputation d'un auteur (sur la base de ses contributions antérieures, et sur la durée de vie d'un article ou d'une autre type d'entrée (On suppose que plus elle persiste dans le temps, plus elle est probablement fiable).
Le projet, discuté à la Wikimania 2009, est l'une des réponses faites aux critiques de Wikipédia. WikiTrust est actuellement utilisé pour surveiller les pages anglophones et germanophones des articles Wikipédia ; il est néanmoins accessible dans d'autres langages via un plugin Firefox ou peut être installé dans toutes les configurations de MediaWiki.

## Langage de programmation
- PHP,
- Objective Caml[6], avec une base de données MySQL

## Licence
BSD, GPL